# Puccinia calcitrapae
Puccinia calcitrapae ist eine Ständerpilzart aus der Ordnung der Rostpilze (Pucciniales). Der Pilz ist ein Endoparasit von Kletten. Symptome des Befalls durch die Art sind Rostflecken und Pusteln auf den Blattoberflächen der Wirtspflanzen. Sie ist holarktisch und in Ozeanien verbreitet.

## Merkmale

### Makroskopische Merkmale
Puccinia calcitrapae ist mit bloßem Auge nur anhand der auf der Oberfläche des Wirtes hervortretenden Sporenlager zu erkennen. Sie wachsen in Nestern, die als gelbliche bis braune Flecken und Pusteln auf den Blattoberflächen erscheinen.

### Mikroskopische Merkmale
Das Myzel von Puccinia calcitrapae wächst wie bei allen Puccinia-Arten interzellulär und bildet Saugfäden, die in das Speichergewebe des Wirtes wachsen. Ihre Spermogonien wachsen oberseitig auf den Wirtsblättern. Die ebenfalls blattoberseitig wachsenden Aecien der Art sind zimtbraun und stehen um die Spermogonien herum. Ihre goldenen bis zimtbraunen Aeciosporen sind 26–30 × 23–28 µm groß, fast kugelig und stachelwarzig. Die meist blattunterseitig wachsenden Uredien des Pilzes sind zimtbraun und versprengt. Die goldenen bis zimtbraunen Uredosporen sind 26–30 × 23–28 µm groß, fast kugelig und stachelwarzig. Die überwiegend blattunterseitig wachsenden Telien der Art sind schwarzbraun, pulverig und unbedeckt. Die kastanienbraunen Teliosporen sind zweizellig, in der Regel ellipsoid, fein warzig und meist 32–44 × 22–28 µm groß. Ihre Stiele sind farblos.

## Verbreitung
Das bekannte Verbreitungsgebiet von Puccinia calcitrapae umfasst Nordamerika, Eurasien, Australien und Neuseeland.

## Ökologie
Die Wirtspflanzen von Puccinia calcitrapae sind verschiedene Kletten (Arctium spp.) und andere Gattungen der Korbblütler wie Ringdisteln, Eberwurzen und Färberdisteln. Der Pilz ernährt sich von den im Speichergewebe der Pflanzen vorhandenen Nährstoffen, seine Sporenlager brechen später durch die Blattoberfläche und setzen Sporen frei. Die Art durchläuft einen makrozyklischen Entwicklungszyklus mit Spermogonien, Aecien, Telien und Uredien. Als autoöker Parasit macht sie keinen Wirtswechsel durch.